# Khaled Gahwji
Khaled Gahwji (Gedda, 7 luglio 1975) è un ex calciatore saudita, di ruolo attaccante.

## Palmarès

### Club

#### Competizioni nazionali
- Campionato saudita: 1

Al-Ittihad: 2006-2007
- Coppa del Principe della Corona saudita: 2

Al-Ahli: 1998, 2002
- Coppa del Principe Faysal bin Fahd: 2

Al-Ahli: 2001, 2002

#### Competizioni internazionali
- AFC Champions League: 1

Al-Ittihad: 2005
- Coppa dei Campioni araba per club: 2

Al-Ahli: 2003
Al-Ittihad: 2005
- Coppa dei Campioni del Golfo: 1

Al-Ahli: 2002